# Giuseppe Amico
Giuseppe Amico (Capua, 1º novembre 1890 – Slano, 13 settembre 1943) è stato un generale italiano, comandante della 32ª Divisione fanteria "Marche" nei giorni seguenti all'armistizio dell'8 settembre 1943. Per essersi opposto alla resa e alla consegna delle armi fu trucidato dai tedeschi venendo insignito della medaglia d'oro al valor militare alla memoria.

## Biografia
Nacque a Capua il 1º novembre del 1890, figlio di Fortunato e Carmela Prestieri, ed iniziò la carriera militare nel 1909 frequentando l'Accademia militare di Artiglieria e Genio di Torino. Uscitone con il grado di Sottotenente nel settembre del 1911 venne assegnato all'artiglieria campale. Promosso tenente nel 1913 entrò in servizio presso il 13º Reggimento d'artiglieria da campagna, con cui entrò in guerra il 24 maggio 1915.
Nel settembre dello stesso anno fu promosso al grado di Capitano, venendo trasferito presso il 31º Reggimento artiglieria da campagna. Nel 1916 fu trasferito presso il comando della Divisione di cavalleria, e quindi presso quello del VII Corpo d'armata. Nel luglio del 1918 fu promosso Maggiore a scelta, e al termine della guerra era stato insignito di una medaglia d'argento e una di bronzo al valor militare.
Tra il 1920 e il 1921 frequentò i corsi della Scuola di guerra, diventando successivamente insegnante di Storia Militare presso la stessa. Promosso tenente colonnello fece parte, dal 1928 al 1931, della missione militare per la determinazione dei confini in Albania. Rientrato in Italia ebbe il comando di un gruppo del 5º Reggimento di artiglieria da campagna di Superga che lasciò nel 1935, quando promosso colonnello, ebbe il comando del 10º Reggimento artiglieria divisionale. Nel 1937 combatté durante la guerra civile spagnola al comando del 1º Reggimento di artiglieria della 4ª Divisione volontari del "Littorio", passando nel 1938 al comando dell'artiglieria del Corpo Truppe Volontarie (C.T.V.). In terra iberica fu insignito di altre tre medaglie, una d'argento e due di bronzo al valor militare.
Promosso generale di brigata per merito di guerra, nell'agosto 1939 fu Capo di stato maggiore della 4ª Armata e successivamente della 7ª mobilitata dopo l'entrata in guerra del Regno d'Italia, il 10 giugno 1940. Nel novembre dello stesso anno assunse il comando della 64ª Divisione di fanteria "Catanzaro", operante in Africa settentrionale italiana. La divisione venne decimata durante l'Operazione Compass, ed egli riuscì a fuggire per centinaia di km a piedi, insieme ad altri ufficiali, alle truppe inglesi che lo braccavano per catturarlo.
Il 26 giugno 1941 fu trasferito in Dalmazia per assumere il comando della 32ª Divisione fanteria "Marche", che aveva il suo quartier generale a Ragusa. Tra il 1941 e il 1943 fu attivo nell'impedire le deportazioni degli ebrei, e le loro consegne alle forze armate tedesche e agli ustascia di Ante Pavelić. Si espose talmente in prima persona che i tedeschi arrivarono a considerarlo un loro nemico giurato.
Al momento dell'armistizio dell'8 settembre 1943, in esecuzione alle disposizioni ricevute dal Comando italiano, dispose i suoi soldati in modo da impedire alla 7. SS-Freiwilligen-Gebirgs-Division "Prinz Eugen", che puntava ad occupare il porto di Ragusa. Catturato proditoriamente dai tedeschi durante una trattativa, ottenne di poter parlare ai suoi uomini. Avrebbe dovuto indurli alla resa, ma quando si trovò di fronte ai soldati del 55º e del 56º Reggimento fanteria "Marche" comandati dal maggiore Eugenio Piro, dopo un rapido cenno d'intesa col suo subalterno, li trascinò all'attacco del presidio tedesco. Catturato, veniva vilmente fucilato il 13 settembre 1943 a Slano, in Dalmazia durante il trasferimento.
Fu insignito della medaglia d'oro al valor militare alla memoria, e nel dopoguerra le città di Capua e di Caserta gli hanno intitolato delle Piazze e la Caserma che attualmente ospita il 21º Reggimento genio guastatori  è intitolata proprio al gen. G. Amico.
Pare opportuno, per completezza, menzionare il risultato di un'indagine, sul comportamento degli ufficiali italiani, all'indomani dell'8 settembre commissionata dal Ministro della Guerra, generale Taddeo Orlando, al Capo di Stato Maggiore Generale Maresciallo d'Italia Giovanni Messe.
Nella relazione che ne seguì, agli atti della seduta del Consiglio dei Ministri del 23 maggio 1944, il nome del generale Amico si ritrova nell'elenco degli ufficiali uccisi a seguito di rappresaglia tedesca per non aver voluto giungere ad accordi con le truppe dell'ex alleato (Cfr. AA. VV., Verbali del Consiglio dei Ministri… pag. 121.)
Ulteriori commenti all'operato del generale Amico ci vengono dalla testimonianza dirette dell'allora capitano Angelo Graziani in alcuni suoi articoli del 1945-1946.
"[...] Poi in corteo, i partigiani tornati dalle montagne della Jugoslavia [...] mossero verso il cimitero di Lapad, per essere ancora vicini al loro comandante che, con il sacrificio della sua vita aveva a tutti indicato la via da seguire [...]". (Cfr. GRAZIANI, Soldati italiani... ).
Nella caserma "Roma", mercoledì 14 novembre 1945, fu celebrata una messa, in sua memoria, dal Padre Priore del Convento dei Padri Domenicani di Dubrovnik. Nello stesso giorno la sua tomba fu ricoperta dal tricolore sabaudo e furono deposte due lapidi nel cimitero di Lapad: una per tutti i caduti lì sepolti; l'altra esclusivamente per l'uccisione del generale Amico.
I componenti tutti del Comando Base Italiana di Dubrovnik, vollero onorarne la memoria ancora una volta, prima del rimpatrio in Italia, nel primo semestre del 1946.
Questi episodi sono confermati anche dalle ricerche effettuate dalla COREMITE: “[...]Vari reparti si recarono spontaneamente a render omaggio alla tomba del Gen. Giuseppe Amico, comandante Divisione Marche il quale aveva combattuto contro i tedeschi dopo la proclamazione dell'armistizio. La tomba si trovava all'interno del cimitero di Ragusa e, raccontavano i cittadini, su di essa non erano mai mancati i fiori freschi”. (Cfr. VIAZZI-TADDIA, La Divisione Garibaldi... p. 801 Op.)
Oggi la sua salma riposa in pace, traslata da Ragusa (YU026 Dubrovnik – Cimitero Militare) agli inizi degli anni sessanta del XX secolo, nel Sacrario Militare dei Caduti d'Oltremare, a Bari
Le sue spoglie sono, in ossequio ad un suo intimo e fermo volere, come riferisce il figlio Gen. Achille, al fianco dei caduti della Sua "Marche"; come conviene ad un Soldato; poiché egli riteneva che “un uomo quando muore per la Patria appartiene soltanto a questa”.

### Vicende processuali del dopoguerra
Nel maggio 1994 viene trovato presso la Procura Generale Militare un archivio con 2274 fascicoli, di cui ben 695 con l'identificazione dei colpevoli e dei reati a loro ascritti, istruiti a seguito di crimini commessi da nazifascisti.
In uno dei primi, precisamente al n.8, c'è quello relativo al Gen. Amico, parte lesa, che vede come denunziante il Colonnello di Stato Maggiore Carlo Cigliana. Del reato sono imputati (facendo fede alla testuale trascrizione) il Ten.Col. S.S. Brechling e il Col. delle SS Schmidthuber di cui agli art. 211 c.p.m.g. in relazione agli art. 195 c.p.m.p. e 47 c.p.m.g.
Il fascicolo è composto da 87 pagine dattiloscritte con testimonianze giurate rilasciate nell'immediatezza dell'evento e negli anni successivi.
È interessante come molti particolari risultino inediti e, in alcuni casi, molto diversi da quelli riportati dagli scritti ufficiali pubblicati finora.
Il procedimento viene archiviato, una prima volta, il 14 gennaio 1960 e, dopo la scoperta del 1994, trasmesso alla Procura Militare l'11 novembre (proc. penale nr 2096/94). 
Alla prima richiesta di archiviazione, da parte del Procuratore militare della Repubblica di Roma, il GIP (23.02.1996) dispone un prosieguo delle indagini.
La Procura richiede, nell'ottobre 1999, un'ulteriore archiviazione per mancanza di identificazione di soggetti da perseguire e perché le ipotesi di reato risulterebbero estinte, non emergendo gli estremi per l'applicazione della pena dell'ergastolo.
Dopo questa ulteriore richiesta il GIP dispone, il 5 novembre dello stesso anno, la definitiva archiviazione del procedimento.

### Annotazioni
1. ↑  Il 1º gennaio del 1942 fu elevato al rango di generale di divisione.

### Fonti
1. ↑  Gruppo Medaglie d’Oro al Valore Militare 1965, p. 306.
2. ↑  Decreto Luogotenenziale dell'11 novembre 1917.
3. ↑  Stockings 2009, p. 115.
4. 1 2  Stockings 2009, p. 117.
5. 1 2 3  Becherelli 2012, p. 166.
6. 1 2 3  Folli 1993, p. 13.
7. ↑  Bitunjac 2013, p. 80.
8. ↑   Giuseppe Amico, su Associazione Nazionale Partigiani d'Italia. URL consultato il 25 febbraio 2024 (archiviato il 31 ottobre 2023).
9. ↑  Pratica n. 6994 - Sepoltura attuale 7010000001.
10. ↑  Registrato alla Corte dei conti il 9 giugno 1946, guerra registro 7, foglio 200.